# Храброво (аэропорт)
Междунаро́дный аэропо́рт Калинингра́д (Храбро́во) и́мени императри́цы Елизаве́ты Петро́вны (ИАТА: KGD, ИКАО: UMKK) — российский международный аэропорт Калининградской области. Имеет статус аэропорта федерального значения.
Расположен в 21 км к северо-востоку от центра Калининграда (по улице Александра Невского и автостраде Приморского кольца — расстояние 15 км), рядом с посёлком Храброво Гурьевского района Калининградской области.
Является аэродромом совместного базирования — помимо гражданской авиации, используется авиацией Министерства обороны РФ, ФСБ РФ, МЧС РФ и Росгвардии. В частности, здесь базируется 398-я отдельная транспортная эскадрилья Балтийского флота ВМФ РФ (самолёты «Ан-24», «Ан-26»).
31 мая 2019 года аэропорту присвоено имя императрицы Елизаветы Петровны.
Максимальная пропускная способность аэропорта составляет 1 250 пассажиров в час (850 человек — на внутренних авиарейсах, 400 человек — на международных авиарейсах).
Генеральный директор АО «Аэропорт „Храброво“» (с 25 мая 2015 года) — Александр Семёнович Корытный.

## История

### Аэродром Повунден
После Первой мировой войны, когда по Версальскому мирному договору 1919 года Польше была передана часть территории Западной Пруссии, получившая название Польский коридор, Восточная Пруссия превратилась в полуэксклав Свободного государства Пруссия Веймарской республики. Начавшийся в 1929 году мировой экономический кризис особенно сильно затронул Германию. В 1933 году после прихода к власти национал-социалистов во главе с Адольфом Гитлером в стране начались реформы, направленные на восстановление экономики. В том же году рейхсканцлер Гитлер сменил обер-президента Восточной Пруссии, вместо Вильгельма Кучера на должность был назначен гауляйтер НСДАП Эрих Кох. 16 марта 1935 года Германия отказалась выполнять положения Версальского договора о демилитаризации и восстановила свой военный суверенитет. С этого же года началась милитаризация немецкой экономики.
В 1935 году в Восточной Пруссии близ прусской крестьянской деревни Повунден, входившей в сельский район Кёнигсберг, была построена взлётно-посадочная полоса 1400х1200 м, создан аэродром Повунден (нем. Fliegerhorst Powunden).
Во время Второй мировой войны, с лета 1943 года, на нём дислоцировалась пятая эскадра «ночных охотников» (нем. Nachtjagd) Люфтваффе. В августе 1943 года на аэродроме в Инстербурге сформировали группу V 5-й эскадры ночных истребителей люфтваффе (V./NJG 5); две их эскадрильи базировались на аэродроме Повунден.

### Советский военный аэродром
27 января 1945 года в ходе Восточно-Прусской операции советские войска заняли аэродром Повунден. С 5 по 25 февраля 1945 года на аэродроме базировался полк «Нормандия — Неман». С 1945 года аэродром Повунден начал использоваться советскими ВВС. Аэропорт гражданского воздушного флота в Кёнигсберге был образован в октябре 1945 года на базе аэропорта Девау, одного из старейших в Европе. В июле 1946 года и посёлок, и аэродром Повунден были переименованы в Храброво, город Кёнигсберг — в Калининград, а аэропорт в нём, соответственно, — в Калининградский.
В начале 1950-х годов на аэродроме Храброво была сооружена бетонная взлётно-посадочная полоса длиной 2000 метров и рулёжные дорожки.

### Аэропорт совместного базирования
В начале 1960-х в гражданской авиации СССР началось внедрение турбовинтовых самолётов Ан-10 взамен поршневых Ил-14. Аэродром Девау оказался непригодным для приёма Ан-10 и было решено использовать для гражданской авиации совместно с военными аэродром Храброво. В 1961 году Калининградский аэропорт был объединён в одно предприятие с 64‑й авиационной эскадрильей Белорусского территориального управления гражданского воздушного флота (БТУ ГВФ).
20 марта 1962 года в аэропорту приземлился первый самолёт Ан-10, открывший линию Калининград — Минск — Москва. В декабре 1976 года в аэропорту Храброво приземлился первый самолёт Ту-134А, который прибыл на постоянное место базирования, а с 1 января 1977 года он совершил свой первый рейс на линии Калининград — Москва.
В 1970 году введен в эксплуатацию первый пассажирский терминал.
В 1979 году в аэропорту построен второй пассажирский терминал.
17 июля 1979 года был открыт пассажирский терминал, являвшийся частью строившегося нового комплекса аэропорта. С этого времени пассажирские перевозки начали осуществляться с нового перрона.
С июля 1987 года аэропорт стал принимать самолёты Ту-154.
В 1992 году предприятие отделилось от Внуковского производственного объединения гражданской авиации и стало самостоятельным ФГУП. С 1992 года начали выполняться полёты в Гамбург, Ганновер, Берлин. В 1992 году аэропорт получил статус международного.
В 1993 году в аэропорту стали базироваться самолеты первого класса Ту-154М, что позволило значительно расширить географию полётов. Первые регулярные международные рейсы из аэропорта Храброво.
К 1998 году состояние объектов аэропорта (взлётно-посадочная полоса, рулёжные дорожки, пассажирские терминалы, оборудование) не соответствовало необходимым требованиям статуса международного.
- Июль 2004 — Начинаются работы в связи со строительством нового пассажирского терминала.
- Октябрь 2004 — Начало реконструкции взлётно-посадочной полосы, лицевой части аэропорта, навигационного оборудования.
- Август 2007 — Введение в эксплуатацию первой очереди нового аэровокзального комплекса в аэропорту Храброво, пропускной способностью 3 000 000 пассажиров в год.
- Декабрь 2008 — «Заморозка» проекта реконструкции аэропорта из-за экономических трудностей КД авиа.
- Октябрь 2014 — Начались строительно-монтажные работы в рамках второй очереди реконструкции аэропорта Храброво, в результате которой произойдёт удлинение взлётно-посадочной полосы до 3,35 км и расширение перрона[13].
- Ноябрь 2014 — Министр транспорта Российской Федерации Максим Соколов принял решение о введении режима «открытого неба» с пятой степенью «свободы воздуха» для аэропорта Храброво.
- Июль 2017 — Построен и сдан в эксплуатацию новый терминал аэропорта.
- 31 мая 2019 года аэропорту присвоено имя императрицы Елизаветы Петровны[6][7].

## Технические характеристики
Аэродром Храброво 3 класса, оборудован одной взлётно-посадочной полосой 06/24 класса В длиной 3350 м и шириной 45 м. Покрытие полосы — асфальтобетон, она позволяет принимать такие типы воздушных судов, как Boeing 747, Boeing 777, Boeing 737, Ту-204, Ил-96, Як-42, Airbus A330, Airbus A350, Airbus A321, Bombardier CRJ, Embraer E-195, Sukhoi Superjet 100 и  многие другие ВС классом ниже.

## Авиакомпании и направления
До 2002 года рейсы в Москву и Санкт-Петербург выполняла государственная авиакомпания «Калининградавиа», образованная из Калининградского объединённого авиаотряда, который выполнял рейсы в советское время.
В 2002—2009 годах базовой авиакомпанией аэропорта являлась КД авиа. Маршрутная сеть по итогам 2008 года состояла из 28 направлений, в том числе международных, среди которых были Лондон и Барселона.
В 2014 году аэропорт активно занимался поиском нового базового перевозчика, но этот вопрос оставался актуальным и в 2020 году.
Также в 2020 году губернатор Калининградской области сообщал о планах введения седьмой степени свободы воздуха для аэропорта, что позволило бы увеличить количество направлений в европейские города. На тот момент международные рейсы в Европу выполняла только польская авиакомпания LOT, которая совершала полёты в Варшаву.
На 2021 год маршрутная сеть аэропорта включала в себя более 20 направлений, основной пассажиропоток приходился на Москву и Санкт-Петербург.
С 2022 года прекращено выполнение международных рейсов, за исключением рейсов в Республику Беларусь, Турцию и Египет.
В 2024 году для авиакомпании Southwind Airlines, выполнявшей рейсы в Турцию, было закрыто небо Европейского союза, полеты в турецкие города были прекращены.

## Показатели деятельности
Данные из запроса в Викиданные.
| год            | 2002  | 2003  | 2004  | 2005  | 2006  | 2007  | 2008  | 2009  | 2010  | 2011  | 2012  | 2013  | 2014  | 2015  | 2016  | 2017  | 2018  | 2019  | 2020  | 2021  | 2022  |  |
| млн пассажиров | 0,163 | 0,115 | 0,209 | 0,311 | 0,732 | 1,204 | 1,924 | 1,357 | 1,024 | 1,229 | 1,188 | 1,314 | 1,460 | 1,542 | 1,571 | 1,780 | 2,149 | 2,370 | 2,118 | 3,911 | 3,742 |  |
| Источники:     |       |       |       |       |       |       |       |       |       |       |       |       |       |       |       |       |       |       |       |       |       |  |

## Транспорт
К аэропорту подходит тупиковая железнодорожная ветка от станции Рябиновка Калининградской железной дороги. Эта ветка ответвляется от железнодорожной линии Калининград — Зеленоградск — Светлогорск. Однако железная дорога в Храброво не используется для пассажирских перевозок, хотя существовали планы пуска в Храброво пассажирского поезда-аэроэкспресса. По заявлению исполнительного директора «КД авиа» Леонида Лазаревича Ицкова, этот проект «находится в стадии разработки», сроки реализации зависят от слаженности усилий ряда государственных и коммерческих структур. Однако, в 2009 году авиакомпания разорилась, Ицков арестован.
В 2009 году главой Правительства России В. В. Путиным открыта первая очередь кольцевой автомагистрали Приморское кольцо, которая имеет ответвление к аэропорту.
В аэропорт ходит из Калининграда (от автостанции у Южного вокзала) полу-экспрессный маршрутный автобус № 244э.
Ранее в аэропорт ходило маршрутное такси № 243э сообщением Донское — Аэропорт Храброво (через Светлогорск, Пионерский и Зеленоградск).

## Аварии и происшествия
- 1 октября 2008 года произошёл авиационный инцидент с самолётом Boeing 737-300 компании «КД авиа». Самолёт с бортовым номером EI-DON произвёл посадку на ВПП без шасси «на брюхо». Жертв и пострадавших не было, самолёт получил повреждения фюзеляжа и мотогондол[30].
- 4 января 2017 года произошёл инцидент с самолётом Airbus A321 компании «Аэрофлот». Самолёт при посадке выкатился за пределы взлётно-посадочной полосы. Рейс следовал по маршруту Москва — Калининград. На борту было 167 пассажиров и семь членов экипажа. Жертв и пострадавших не было. Людей эвакуировали через надувные трапы. За помощью к медикам обратились три человека. Лайнер получил повреждения стойки шасси[31]. Аэропорт временно прекратил принимать и отправлять рейсы.